# Ministerstvo vojenství (Čína)
Ministerstvo vojenství (čínsky v českém přepisu ping-pu, pchin-jinem bīngbù, znaky 兵部) či ministerstvo války byl v Číně od 6. do 19. století jeden z ústředních úřadů státní správy čínských států, jmenovitě říší Suej a Tchang, států období pěti dynastií, říší Sung, Ťin, Jüan, Ming a Čching.
Odpovídalo za jmenování důstojníků, rozmístění vojsk, dodávky výzbroje a výstroje i za vládní komunikace. Původně bylo částí kanceláře šang-šu, v říši Jüan a rané Ming (ve 13. a 14. století) náleželo pod kancelář kancelář čung-šu. Od roku 1380 se osamostatnilo a přímo podléhalo císaři.

## Historie
Ministerstvo vzniklo v říši Suej jako jeden ze šesti funkčních oddílů kanceláře šang-šu, součástí kanceláře šang-šu bylo i za pěti dynastií a v říši Sung. Po splynutí „tří kanceláří“ san-šeng (čung-šu šeng, men-sia šeng a šang-šu šeng) bylo říši Jüan a zprvu i v říši Ming částí kanceláře čung-šu. Roku 1380 byla kancelář čung-šu zrušena a ministerstva, včetně ministerstva vojenství, se osamostatnila a nadále byla přímo podřízena císaři.
Zodpovídalo za jmenování důstojníků, rozmístění vojsk, strategické plánování, dodávky výzbroje a vojenských zásob všeho druhu, rovněž i za vládní komunikace (poštu). Dozíralo i na další vládní agentury spjaté s vojenstvím, např. na vládní pastviny. Od poloviny 8. století ztratilo vliv na regionální vojenské jednotky. Za Sungů a v říši Jüan fungovalo pouze jako administrativní přívěsek vojenského výboru šu-mi-jüan. Podléhaly mu některé další vládní agentury, v mingské době kolej překladatelů, úřady pro pastviny a chov koní. Za Čchingů dozíralo nad čínskou armádou zelené zástavy, nemělo však žádnou kontrolu nad oddíly osmi korouhví.
Obvykle se dělilo na čtyři odbory s’ (司):
- jmenování (兵部司, ping-pu-s’; v mingském a čchingském období 武選司, wu-süan-s’), pro jmenování, povyšování a odvolávání důstojníků a generálů;
- operací (職方司, č’-fang-s’), zodpovídal za vojenské mapy, výstavbu opevnění a signalizačních systémů;
- vybavení (駕部司, ťia-pu-s’; v mingském a čchingském období vybavení a komunikací ťü-ťia-s’), se staral o chov koní jakož i potřebných zápřeží, řídil vládní poštovní síť;
- zásob (庫部司, kchu-pu-s’, v mingském a čchingském období 武庫司, wu-kchu-s’), se staral o výzbroj a vojenské vybavení.[4]

V čele stál ministr šang-šu (čínsky pchin-jinem shàngshū, znaky 尚書), který měl za Tchangů hlavní třetí hodnost (v systému devíti hodností), vedlejší druhou za Sungů, hlavní třetí za Ťinů, Jüan a do 1380 Mingů, hlavní druhou po 1380 za Mingů a Čchingů, vedlejší první za Čchingů po 1730. V říši Čching vedli ministerstvo dva spoluministři, Číňan a Mandžu. Ministru pomáhali dva náměstci š'-lang (čínsky pchin-jinem shìláng, znaky 侍郎). Odbory vedl ředitel lang-čung (郞中).
Od počátku 15. století měli provinční koordinátoři sün-fu (resp. od poloviny 17. století provinční guvernéři sün-fu) formálně i vysoké funkce na ministerstvu vojenství (ministr, náměstek ministra).
Kromě ministerstva v hlavním městě říše (Nankingu, od roku 1421 Pekingu), existovalo v mingské době i paralelní ministerstvo vojenství ve vedlejším hlavním městě (v letech 1402–1421 Pekingu, od 1421 v Nankingu). Ministerstvo ve vedlejší metropoli mělo stejnou strukturu, avšak méně úředníků, Jeho pravomoc se vztahovala na vedlejší metropoli a metropolitní oblast. Nankingské ministerstvo vojenství kromě toho mělo obecnou odpovědnost za klid a bezpečnost v jižní Číně, představitelé ministerstva byli proto pověřováni potlačením povstání a nepokojů na jihu.